# Felix - Il coniglietto giramondo
Felix - Il coniglietto giramondo (Felix: Ein Hase auf Weltreise) è un film d'animazione tedesco del 2005 diretto da Giuseppe Maurizio Laganà.

## Trama
Felix, un coniglio di peluche va vacanza in campeggio in Norvegia con la sua amica Sophie di 8 anni, i suoi fratelli Julius, Nicolas e la sorella Lena e i suoi genitori. Durante il tragitto, Sophie legge un libro sui folletti. Una volta che il padre ha scelto un bel posto dove accamparsi, montano le tende. Ma Felix e Sophie notano subito che la zona è esattamente come nel loro libro e temono di trovarsi in un recinto elfico in cui in realtà a nessuno è permesso entrare. Questa paura si avvera nonostante i tentativi dei genitori di dissuaderli da questa convinzione. Anche durante il montaggio delle tende, i folletti interferiscono in ogni cosa per allontanare la famiglia. Però sono invisibili hai loro occhi, tranne che da Felix, che riesce a catturare un folletto femmina nella sua valigia e rimane sveglio anche quando il re dei folletti fa cadere la famiglia in un sonno profondo ed evoca un troll gigante. Il re dei folletti, che si rifiuta di accettare il consiglio di una civetta, e la legge dei folletti che stabilisce che deve esaudire un desiderio di Felix, il quale ha catturato una di loro. Con l'aiuto del folletto catturata, Felix riesce comunque a distrarre il troll gigante, così che la sua famiglia, sorpresa dalla frana, possa salire in macchina e andarsene. Da quel momento in poi, Felix racconta a Sophie attraverso delle lettere ciò che ha vissuto.
All'alba il troll gigante si trasforma in pietra. La civetta vuole prendere Felix, e portarlo dal suo padrone, un poltergeist accompagnato da tre scarafaggi rapper, che sta cercando urgentemente qualcuno con cui giocare a un "gioco di magia", che consiste nel porre un indovinello a un altro e chi riesce a risolverlo vince. A prima vista il poltergeist sembra essere cattivo, soprattutto perché ha un pessimo perdente. Con la sua astuzia, Felix riesce a volare via su un Pegaso. Ma il poltergeist, arrabbiato per la fuga, lo segue su una spiaggia, dove Felix ancora una volta supera in astuzia il poltergeist e vola via su un aeroplano. Ma l'aeroplano finisce il serbatoio e atterra nell'Himalaya. Felix incontra uno Yeti e lo rintraccia seguendo le sue grandi impronte sulla neve. Lo Yeti, ha un carattere dolce e timido, è accompagnato da una giovane scalatrice Sally, che è diventata temporaneamente cieca a causa di una tempesta di neve. Felix e lo Yeti, che diventano amici, si prendono cura della giovane donna fino a farla guarire. Con l'aiuto dell'ombrello, Felix scivola giù per la valle con la sua valigia.
Felix, finisce nel Loch Ness, in Scozia, dove il leggendario mostro marino lo salva dall'annegamento e lo porta sulla riva. Ma lì viene catturato da un pescatore per ricevere una ricompensa di milione di sterline a Edimburgo. Partirono con il camion, con Nessie nel rimorchio pieno d'acqua. Felix consiglia all'uomo di prendere una strada più ripida e sconnessa. Il camion si blocca su una strada stretta, il pescatore dice a Felix che deve scendere e spingerlo da dietro. Infatti, apre il chiavistello e viene trascinato in mare insieme a Nessie. I due diventarono buoni amici. Come ringraziamento Nessie gli regala una perla.
Nel mare aperto Felix finisce sul Nautilus, un sottomarino per animali estinti, dove un orso che si chiama il Capitano Nemo considera Felix una specie a rischio. Lì scoppia un ammutinamento tra due dodo dal carattere irascibile, che vogliono andare a vivere i uno zoo portandosi con loro gli altri animali. Ma Felix riesce ad aiutare il capitano a riportare il Nautilus sotto il suo comando. La destinazione del Nautilus è Atlantide, che il capitano ha scoperto molto tempo fa. Con l'aiuto di Felix arrivano a destinazione. L'isola riscoperta si rivela un paradiso naturale in cui i rari animali. Il Capitano Nemo invita Felix a vivere con loro, ma lui risponde che deve continuare il suo viaggio.
Il poltergeist riesce a ritrovare Felix e si scusa per convincerlo costringere a restare con lui, e per sdebitarsi, vuole esaudire il suo desiderio di farlo tornare a casa e usa la magia per assicurarsi che Felix possa volare con la sua valigia.
Ma a causa delle forti piogge, attera in Transilvania, in Romania. Trascorre la notte in un castello dove viene accolto freddamente ma amichevolmente da un maggiordomo. Felix fa la conoscenza di un pipistrello che quest'ultimo crede che Felix sia un vampiro. Durante la notte, tre fratelli "vampiri" entrano nella sua stanza, ma Felix li insegue attraverso un passaggio segreto nella sua stanza che conduce ai letti-bara dei vampiri. In realtà si tratta di bambini normali, con dei problemi ai denti, Felix mostra alla luce del sole e che convince a smettere di nascondersi nella notte, e farsi visitare da un dentista.
Il giorno dopo il maggiordomo accompagna Felix a Berlino in Germania, dove ritorna a casa e rivede Sophie e il resto della famiglia che sono sollevati e felici del suo ritorno.
Nel frattempo il poltergeist scrive una lettera per Felix, nel mentre ha reso schiavi i due dodo irascibili.